# Hoplia taiwana
Hoplia taiwana är en skalbaggsart som beskrevs av Miyake 1986. Hoplia taiwana ingår i släktet Hoplia och familjen Melolonthidae. Inga underarter finns listade i Catalogue of Life.